# Осиновка (платформа Октябрьской железной дороги)
Оси́новка (до 1949 года — Пилппула фин. Pilppula) — ликвидированный разъезд на однопутной железнодорожной линии Выборг — Вещево.

## История
Разъезд Пилппула был построен в 1926—1928 годах на 15 километре линии Выборг — Валкъярви. Разъезд имел два пути, высокую грузовую платформу и вокзал по проекту Туре Хелльстрёма, аналогичные вокзалы были на станциях Перо, Ристсеппяля и Каукила на этой линии, а также на некоторых других станциях финских железных дорог.
После 1944 года разъезд перешёл в состав Октябрьской железной дороги. В 1949 году разъезд был переименован в Осиновку. В связи с сокращением объёмов движения по линии надобность в разъезде отпала и к 1969 году Осиновка стала остановочным пунктом, при этом, вероятно, был сохранён не главный, а второй путь. На 1981 год на остановочном пункте производилась продажа билетов на пригородные поезда без выполнения багажных операций. В 1990-х годах здание вокзала было разобрано местными жителями.
После 2006 года грузовая платформа бывшего разъезда была разрушена. 1 апреля 2009 года пригородное движение по линии на Вещево было закрыто, с этого момента остановочный пункт был заброшен. В 2012 году рельсовое полотно было разобрано, вокзал станции сохранился в качестве жилого дома.

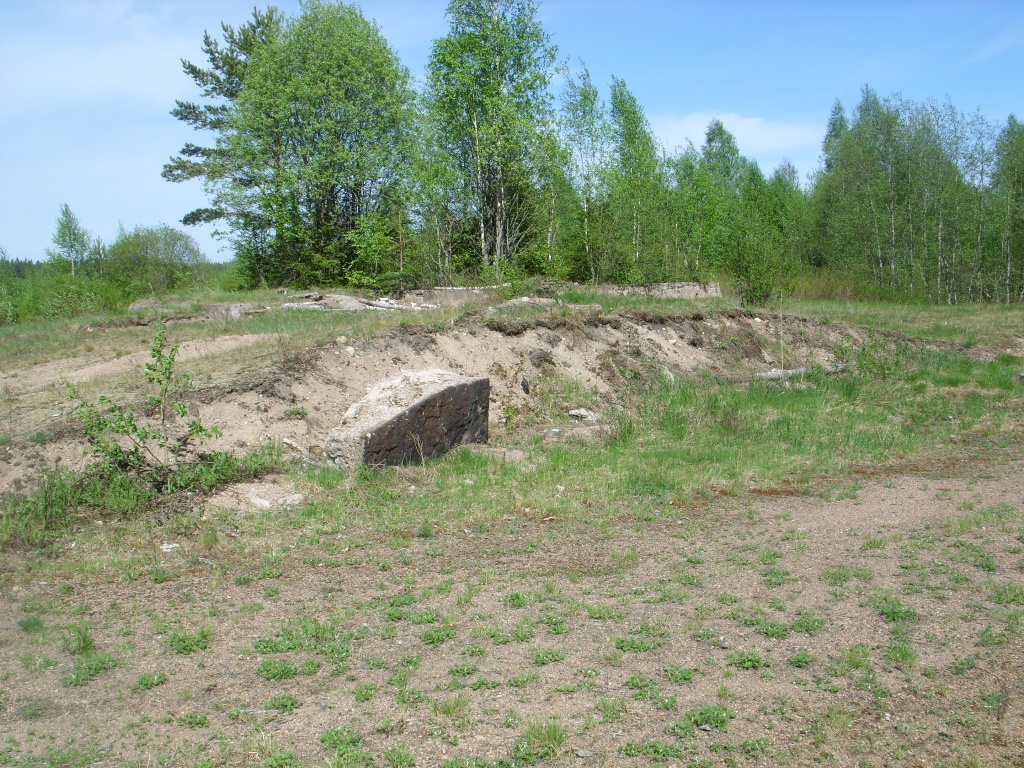
Остатки платформы — рытвина и гранитный блок